# القضايا البيئية في طهران
طهران، عاصمة إيران، تعاني من تلوث شديد للهواء، وتقع بالقرب من ثلاثة خطوط فالق أو صدع رئيسية، بينما تعد المنطقة الأكثر اكتظاظًا بالسكان في البلاد. وضع مسؤول حوافز مالية لتشجيع حوالي 5 ملايين مواطنة على مغادرة المدينة. في 16 ديسمبر 2019، سجلت طهران أعلى مؤشر لتلوث الهواء بلغ 181.

## تلوث الهواء

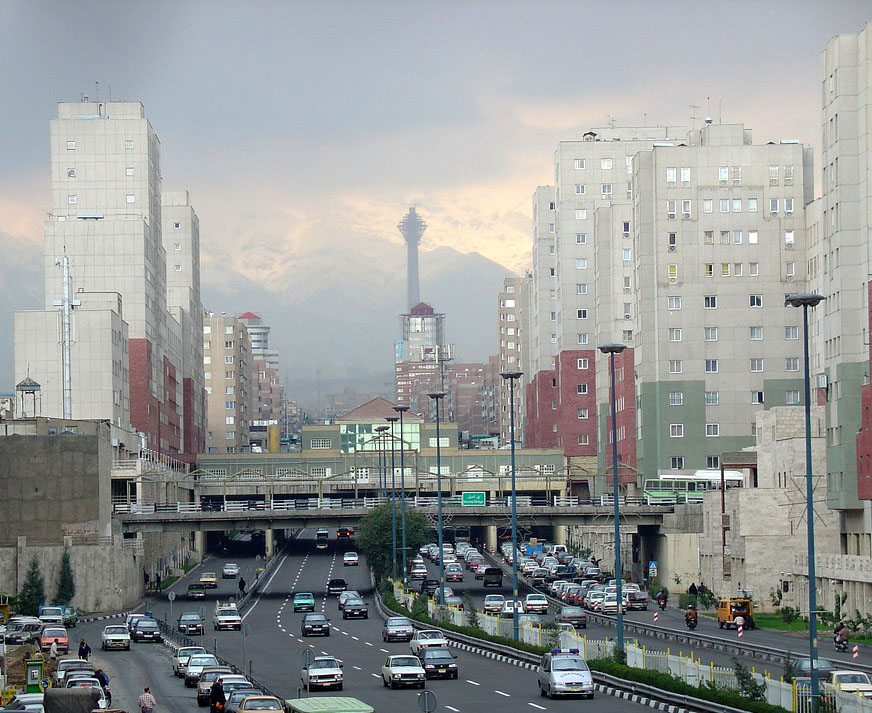
تلوث الهواء في طهران

تم تصنيف طهران كواحدة من أكثر مدن العالم تلوثًا. غالبًا ما يغطي ضبخان الدخاني أجزاء من المدينة، مما يجعل التنفس صعبًا ويسبب قائمة بالأمراض المتعلقة بالتلوث. تشير التقديرات إلى أن حوالي 27 شخصًا يموتون كل يوم بسبب الأمراض المرتبطة بالتلوث. طبقاً للمسؤولين المحليين، مات 3600 شخص في شهر واحد بسبب مؤشر جودة الهواء. 80٪ من تلوث المدينة ناتج عن السيارات. نسبة الـ 20٪ المتبقية ناتجة عن التلوث الصناعي. تشير تقديرات أخرى إلى أن الدراجات النارية وحدها مسؤولة عن 30٪ من الهواء و 50٪ من تلوث ضوضائي في طهران.
فرضت إيران خطة ترشيد البنزين في إيران في عام 2007، لكن الخطة لم تحقق نجاحًا يُذكر في خفض مستويات التلوث. في عام 2011، مع التحسينات في نظام النقل العام وارتفاع أسعار الوقود بسبب خطة إصلاح الدعم الجديدة، تأمل حكومة الجمهورية الإسلامية الإيرانية أن تكون قادرة على تحسين مشاكل التلوث وحركة المرور.

### أسباب مختلفة لتلوث الهواء

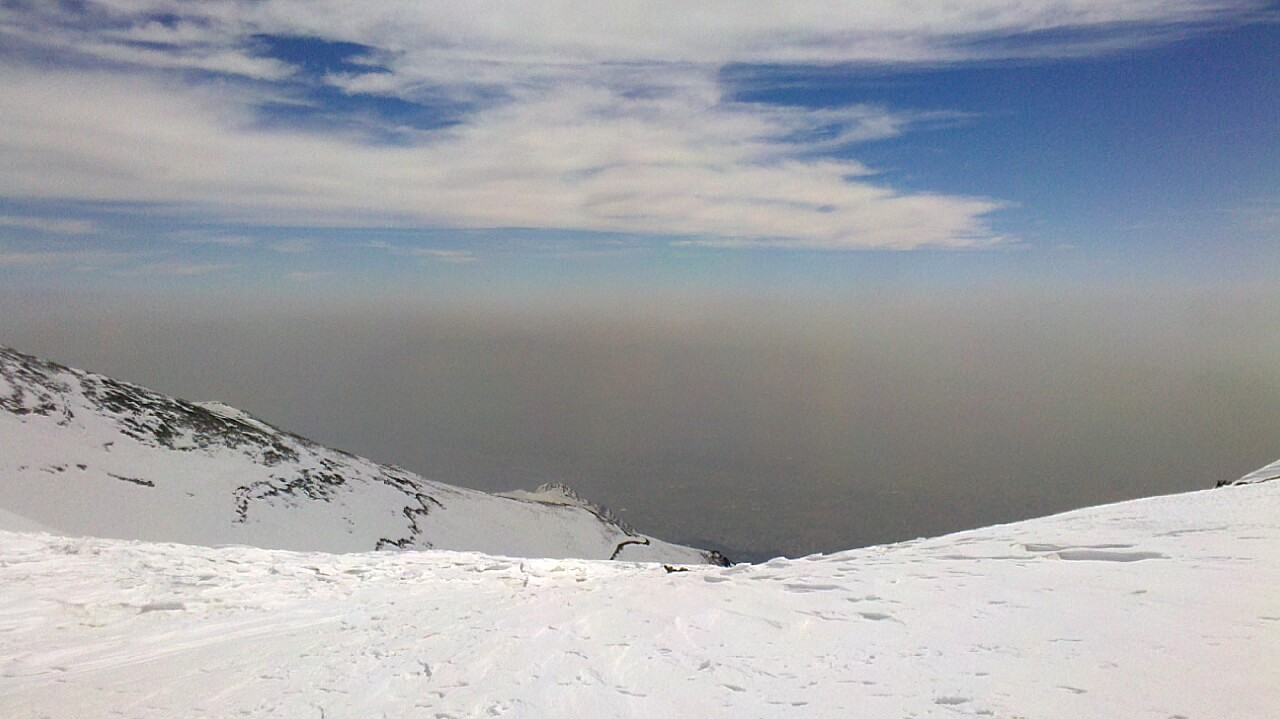
التلوث المرئي من أعلى قمة توتشال

• نظام اقتصادي: تقع معظم الصناعات الإيرانية في ضواحي طهران. تمتلئ المدينة أيضًا بالسيارات القديمة والقديمة التي لا تلبي لوائح الانبعاثات الحالية. علاوة على ذلك، يقع مطار مهرآباد الدولي، الأكثر ازدحامًا في إيران، في غرب المدينة.
• يضطر معظم الناس بعد ذلك إلى استخدام السيارات الخاصة أو استئجار سيارات الأجرة. وقد أدى ذلك إلى تكدس مروري
• جودة البنزين: بسبب العقوبات الدولية، سمحت الحكومة الإيرانية لمصافيها (المصممة لإنتاج منتجات بتروكيماوية) بتصنيع البنزين دون المستوى المطلوب.
• جغرافيا: تحد طهران من الشمال سلسلة جبال البرز الضخمة التي توقف تدفق رياح بحر قزوين الرطبة. نتيجة لذلك، كثيرًا ما يُلاحظ الانعكاس الحراري الذي يحبس هواء طهران الملوث. تجعل قلة الرطوبة والسحب من طهران مدينة مشمسة للغاية. ثم تندمج الإشعاعات فوق البنفسجية مع الملوثات الموجودة مما يرفع مستوى الأوزون بشكل كبير. في الواقع، أحد المعالم الحضرية في وسط طهران هو مقياس عملاق لجودة الهواء. علاوة على ذلك، قيل إن الجودة الرديئة للبنزين الإيراني الصنع قد تساهم أيضًا في التلوث.
ومع ذلك، تخوض الحكومة معركة للحد من تلوث الهواء. فقد شجعت، على سبيل المثال، سيارات الأجرة والحافلات على التحول من محركات البنزين إلى محركات تعمل بالغاز الطبيعي المضغوط. علاوة على ذلك، منذ عام 1979، أنشأت الحكومة «منطقة مرور» تغطي وسط المدينة خلال ساعات الذروة المرورية. لا يُسمح بالدخول والقيادة داخل هذه المنطقة إلا بتصريح خاص.
كما تحاول الحكومة رفع وعي الناس بمخاطر التلوث. إحدى الطرق التي يتم استخدامها حاليًا هي تركيب لوحات مؤشرات التلوث في جميع أنحاء المدينة لمراقبة المستوى الحالي للجسيمات معلقة (PM10) و ثنائي أكسيد النيتروجين (NO2) والأوزون (O3) و ثنائي أكسيد الكبريت (SO2) و أحادي أكسيد الكربون (CO). تعرض اللوحة أيضًا مؤشر معايير التلوث (PSI)، وهو مؤشر عام لجودة الهواء بناءً على قياسات الملوثات الخمسة المذكورة أعلاه. تقوم لوحات مؤشر التلوث بتصنيف مستوى كل ملوث على أنه إما آمن أو خطير أو خطير.
في يناير 2017 ، ذكرت قناة العربية أن التلوث في طهران قد وصل إلى مستوى خطير في مؤشر جودة الهواء. في 5 فبراير 2018 ، أعلن مركز مراقبة تلوث الهواء أن مؤشر تلوث الهواء بالعاصمة هو 161 التي تقع في المنطقة الحمراء.

## هزة أرضية
تقع طهران على خطي صدع رئيسيين، وقد ضربها أكثر من 1000 زلزال كبير وصغير؛ على الرغم من أن المنطقة لم تتعرض لزلزال شديد خلال الـ 150 عامًا الماضية.
شهدت المدينة نموًا سريعًا، وتم تشييد العديد من المباني دون الاستعداد الكافي للزلازل. هذا بينما كانت هناك فرصة بنسبة 90٪ بحدوث زلزال بقوة 6.0 أو أكبر في العقود القادمة.

## نقل رأس المال
في عام 2010، أعلنت الحكومة أنه "لأسباب أمنية وإدارية، تم الانتهاء من خطة نقل العاصمة من طهران.
عيّن مجلس الشورى الإسلامي (إيران)، شاهرود وأصفهان وسمنان ثلاثة من المرشحين الرئيسيين لتحل محل طهران كعاصمة. هناك خطط لنقل 163 شركة حكومية إلى محافظات إيران والعديد من قائمة الجامعات من طهران لتجنب الأضرار الناجمة عن زلزال محتمل.